# کراک هروئین
کراک هروئین یا هروئین فشرده نوعی ماده مخدر به صورت تکه‌های بلور با منشاء هروئین می‌باشد که در جنوب غربی آسیا متداول است. این مخدر در واقع حاصل ترکیب هروئین با ناخالصی‌های مختلفی است که از جمله عوارض جانبی آن می‌توان به عفونت‌های گسترده در اثر فعالیت باکتری‌ها در بافت‌های مختلف اندام‌های فرد زنده اشاره نمود. این عامل موجب می‌شود تا اندام برخی از مصرف‌کنندگان پوسیده شده و کرم خوردگی در آن به وجود بیاید.
کراک هروئین به مدت چند سال به یکی از محبوب‌ترین ماده‌های مخدر ایران تبدیل شد و جای تریاک را گرفت و در افغانستان نیز رقیبی برای هروئین به‌شمار می‌رود. شیوهٔ مصرف کراک هروئین به دلیل امکان استفاده از سنجاق و سوزن نسبت به هروئین آسان‌تر، اما اعتیاد آن بسیار شدیدتر است.